# Małgorzata Braunek
Małgorzata Braunek (Szamotuły, 30 de enero de 1947 – Varsovia, 23 de junio de 2014) fue una actriz polaca.

## Biografía
Małgorzata Braunek estudió actuación en el Academia Nacional de Arte Dramático Aleksander Zelwerowicz en Varsovia hasta 1969, cuando lo dejó para comenzar su carrera cinematográfica.
Estuvo casada tres veces: primero una breve matrimonio con el actor Janusz Guttner, de quien se divorció en 1971; luego con el director Andrzej Żuławski de 1971 a 1976, con quien tuvo un hijo, Xawery; y por último con Andrzej Krajewski hasta su muerte, con quien tuvo una hija, Orina (nacida en 1987). También fue una practicante y profesora de Zen en Kanzeon Sangha (Varsovia) en 2003.

## Muerte
El 23 de junio de 2014, Braunek murió por complicaciones por un cáncer de ovarios en Varsovia a la edad de 67 años.

## Filmografía parcial
- Przechodnie (1966)
- The Leap (1967) como Teresa
- Wycieczka w nieznane (1968)
- La vida de Mateo (Zywot Mateusza) (1968) como Anna
- The Game (1968)
- Shifting Sands (1968)
- Ruchome piaski (1969) como chica
- Gra (1969)
- Cazando moscas (Polowanie na muchy) (1969) como Irena
- Skok (1969)
- Wniebowstąpienie (1969) como Raisa
- W każdą pogodę (1969)
- Paisaje después de la batalla (Krajobraz po bitwie) (1970) como Chica alemana
- Oxygen (1970) como Patricija
- Lokis, experiencias del profesor Wittembach (Lokis. Rekopis profesora Wittembacha) (1970) como Julia Dowgiełło
- La tercera parte de la noche (Trzecia czesc nocy) (1971) como Marta
- El diablo (Diabel) (1972) como Narzeczona Jakuba
- Potop (1974) como Billewiczówna Oleńka
- Wielki układ (1976) como Marta Nowicka
- The Shadow Line (1976)
- Lalka (1977) como Izabella Łęcka
- Jörg Ratgeb – Painter (1978) como Junge Bäurin
- Tercet egzotyczny a może erotyczny? (1978)
- Wejście w nurt (1978, TV Movie) como Malgorzata
- Dr Seneki (1980)
- The Big Night Bathe (1980) como Żana
- ...według Christiana Skrzyposzka (1996) como ella misma
- Darmozjad polski (1998) como turista
- Ktoś pamięta moje imię (1998) (voz)
- Glina (2003–2004) (Serie) como Tatiana Zubrzycka
- Tulips (2004) como Marianna
- Bulionerzy (2004–2006) como Marta Berger
- Pełną parą (2005) (Serie) como Bogusia Lamarti
- Pensjonat pod Różą (2005) (Serie) como Wiesława Pasternak
- Z milosci (2007) as Matka Rozy